# Mitja lluna (dolç)
Les mitges llunes són uns dolços tradicionals menorquins amb forma semicircular. Tenen una base semblant a la dels melindros, que es fa tallant la pasta amb un got i després per la meitat. Les dues meitats van unides de nou amb rovell d'ou cremat, que també s'unta generosament al cantó recte de la mitja lluna resultant. La resta de la superfície és coberta de glassa obtinguda amb sucre i clara d'ou. Aquests pastissets, molts dolços, es fan a casa o es compren a pastisseries i supermercats. Es mengen a la bereneta.